# Calomicrus
Calomicrus là một chi bọ cánh cứng trong họ Chrysomelidae.
Chi này được Stephens miêu tả khoa học năm 1831.

## Các loài
Các loài trong chi này gồm:
- Calomicrus albanicus (Csiki, 1940)
- Calomicrus algiricus (Weise, 1924)
- Calomicrus angorensis (Pic, 1913)
- Calomicrus annapurnae Medvedev & Sprecher-Uebersax, 1999
- Calomicrus arabicus Lopatin & Nesterova, 2006
- Calomicrus atricornis (Weise, 1907)
- Calomicrus atrocephalus (Reitter, 1895)
- Calomicrus atroviridis Lopatin, 2006
- Calomicrus azureus (Fairmaire, 1884)
- Calomicrus bicolor Kimoto, 1989
- Calomicrus bilineatus Motschulsky, 1858
- Calomicrus bispiniger (Israelson, 1969)
- Calomicrus bispiniger Israelson, 1969
- Calomicrus brunneus Medvedev, 1992
- Calomicrus buettikeri Medvedev, 1996
- Calomicrus carbunculus (Peyerimhoff, 1949)
- Calomicrus caucasicus (Weise, 1879)
- Calomicrus caucasicus Weise, 1879
- Calomicrus circumfusus (Marsham, 1802)
- Calomicrus circumfusus Marsham, 1802
- Calomicrus collaris (Kimoto, 1984)
- Calomicrus cous (Weise, 1889)
- Calomicrus cous Weise, 1889
- Calomicrus descarpentriesi (Codina, 1963)
- Calomicrus deserticola (Ogloblin, 1936)
- Calomicrus discicollis (Jacoby, 1899)
- Calomicrus discolor Faldermann, 1837
- Calomicrus discolor (Faldermann, 1837)
- Calomicrus diversepunctata (Pic, 1913)
- Calomicrus doramasensis Vela & Garcia Becerra, 1996
- Calomicrus espanoli (Godina, 1963)
- Calomicrus espanoli Codina Padilla, 1963
- Calomicrus fallax (Joannis, 1866)
- Calomicrus fallax Joannis, 1865
- Calomicrus flava (Jacoby, 1892)
- Calomicrus flavicinctus (Jacoby, 1899)
- Calomicrus flavipennis (Lucas, 1849)
- Calomicrus flaviventre (Baly, 1878)
- Calomicrus foveolatus Rosenhauer, 1856
- Calomicrus foveolatus (Rosenhauer, 1856)
- Calomicrus ghilarovi Lopatin, 1988
- Calomicrus grandis (Jacobson, 1894)
- Calomicrus gularis (Gredler, 1857)
- Calomicrus gularis Gredler, 1857
- Calomicrus gussakovskyi (Ogloblin, 1936)
- Calomicrus hartmanni Medvedev, 1999
- Calomicrus heydeni (Weise, 1900)
- Calomicrus hissaricus (Ogloblin, 1936)
- Calomicrus impressithorax (Pic, 1898)
- Calomicrus impressithorax Pic, 1898
- Calomicrus incertus (Jacoby, 1906)
- Calomicrus inconspicuus (Jacoby, 1897)
- Calomicrus karissimbicus (Weise, 1924)
- Calomicrus kaszabi (Lopatin, 1963)
- Calomicrus koenigi (Jacobson, 1897)
- Calomicrus kurosawai Kimoto, 1969
- Calomicrus lethierryi (Guillebeau, 1891)
- Calomicrus lineatus (Weise, 1889)
- Calomicrus lividus (Joannis, 1866)
- Calomicrus macedonicus Tomov, 1975
- Calomicrus mainlingus Chen & Jiang, 1981
- Calomicrus malkini Warchalowski, 1991
- Calomicrus marshalli (Jacoby, 1900)
- Calomicrus millingeni (Pic, 1915)
- Calomicrus mimica Medvedev, 1998
- Calomicrus minutissimus Kimoto, 1996
- Calomicrus miyamotoi Kimoto, 1969
- Calomicrus moralesi (Codina, 1963)
- Calomicrus nigriceps Kimoto, 2004
- Calomicrus nigritarsis (Joannis, 1866)
- Calomicrus nigrosuturalis (Jacoby, 1897)
- Calomicrus nuristanica Medvedev, 1985
- Calomicrus ochraceus Lopatin, 2002
- Calomicrus ophthalmicus (Ogloblin, 1936)
- Calomicrus orenitalis (Faldermann, 1837)
- Calomicrus orientalis Faldermann, 1837
- Calomicrus palii (Lopatin, 1965)
- Calomicrus pardoi (Codina, 1961)
- Calomicrus patanicus (Lopatin, 1966)
- Calomicrus persimilis Kimoto, 1989
- Calomicrus peyroni Pic, 1899
- Calomicrus pinicola (Duftschmid, 1825)
- Calomicrus pinicola Duftschmid, 1825
- Calomicrus porrectus (Normand, 1937)
- Calomicrus prujai (Codina, 1963)
- Calomicrus quercus (Pic, 1895)
- Calomicrus rottenbergi (Ragusa, 1873)
- Calomicrus rottenbergi Ragusa, 1873
- Calomicrus scutellatus (Jacoby, 1897)
- Calomicrus selecta (Jacoby, 1906)
- Calomicrus setulosus (Weise, 1886)
- Calomicrus setulosus Weise, 1886
- Calomicrus severini (Jacoby, 1896)
- Calomicrus shirozui Kimoto, 1969
- Calomicrus sordidus (Kiesenwetter, 1873)
- Calomicrus sordidus Kiesenwetter, 1873
- Calomicrus spurius Gressitt & Kimoto, 1963
- Calomicrus sugonjaevi (Lopatin, 1983)
- Calomicrus suisapanus (Gressitt & Kimoto, 1963)
- Calomicrus sulcicollis (Jacoby, 1900)
- Calomicrus suturalis (Joannis, 1866)
- Calomicrus suturalis Joannis, 1865
- Calomicrus syriacus (Weise, 1924)
- Calomicrus takagii Takizawa, 1988
- Calomicrus takizawai Medvedev, 1998
- Calomicrus vanharteni Lopatin, 2001
- Calomicrus warchalowskii Lopatin, 2005
- Calomicrus weisei (Jacoby, 1897)
- Calomicrus wilcoxi Lopatin, 1984
- Calomicrus wollastoni Paiva, 1861
- Calomicrus wollastoni Paiva, 1861
- Calomicrus yushunicus Chen & Jiang, 1981